# Ammotheidae
Ammotheidae — семейство морских пауков. У этих морских пауков педипальпы состоят из одного или пяти-десяти члеников, а яйценосные ножки — из семи-десяти члеников у обоих полов. Либо хелифоры и клешни, либо одни из этих органов являются рудиментарными. В состоянии покоя хоботок не изогнут к задней части тела. Ходильные ноги вдвое длиннее тела, а на ступнях имеются боковые когти. Конечный коготь яйцевода имеет зазубренные или прямые шипы. Стригилисы на яйцекладах отсутствуют или небольшие.

## Классификация
На февраль 2025 года в семейство включают 20 родов:
- Achelia Hodge, 1864
- Ammothella Verrill, 1900
- Austroraptus Hodgson, 1907
- Nymphopsis Haswell, 1884
- Tanystylum Miers, 1879
- Acheliana Arnaud, 1971
- Ammothea Leach, 1814
- Cilunculus Loman, 1908
- Sericosura Fry & Hedgpeth, 1969
- Teratonotum Sabroux, Corbari, Krapp, Bonillo, Le Prieur & Hassanin, 2017
- Dromedopycnon Child, 1982
- Elassorhis Child, 1982
- Hedgpethius Child, 1974
- Hemichela Stock, 1954
- Megarhethus Child, 1982
- Neotrygaeus Munilla & Alonso-Zarazaga, 2014
- Oorhynchus Hoek, 1881
- Proboehmia Stock, 1991
- Prototrygaeus Stock, 1975
- Scipiolus Loman, 1908